# An Other Cup
An Other Cup ist ein Musikalbum von Yusuf, der früher als Cat Stevens erfolgreich war. Es ist sein erstes Pop/Folk-Rock-Album seit dem 1978 erschienenen Album Back to Earth.
An Other Cup ist in Deutschland am 10. November 2006 bei Atlantic Records erschienen; die Titel Heaven/Where True Love Goes, Midday (Avoid City After Dark) und Maybe There’s a World wurden als e-Single ausgekoppelt.

## Titel des Albums
In einem Interview mit der FAZ antwortete Yusuf Islam auf die Frage nach dem Titel des Albums mit „Eine kleine grammatische Schrulle. Ich wollte, daß man versteht, daß diese Platte wirklich An Other Cup ist. Nicht einfach noch eine Tasse (another cup), sondern: eine andere Tasse (an other cup, unübliche Schreibweise im Englischen). […] Die Tasse ist auch auf dem Cover des Albums Tea for the Tillerman aus dem Jahr 1970 zu finden, meinem berühmtesten Album, und dieser kleine Zwischenraum soll zeigen, daß etwas passiert ist seither. Daß wir in einer anderen Welt leben. Diese CD ist ein neuer Schritt, manche halten es für einen sehr mutigen Schritt. Ich baue eine Brücke und versuche, darauf zu gehen. Viele Leute fürchten sich davor, diese Brücke zu betreten.“
Im Folgenden bezeichnet er das Symbol der Kaffeetasse als Verweis „auf die verborgenen Schätze der islamischen Zivilisation. Kaffeehäuser, die Cafés, die wir heute an jeder Ecke sehen, sind eine Erfindung von Muslimen. Es gab sie schon im 15. Jahrhundert in Istanbul und noch früher im Jemen. So wird die Tasse zu einem Symbol dessen, was wir miteinander teilen.“

## Titelliste
Alle Songs (außer Titel 7) wurden von Yusuf geschrieben.
1. Midday (Avoid City After Dark) – 4:25
2. Heaven/Where True Love Goes – 4:50
3. Maybe There’s a World – 3:07
4. One Day at a Time – 4:54
5. When Butterflies Leave – 0:41
6. In the End – 4:02
7. Don’t Let Me Be Misunderstood (Benjamin, Marcus, Caldwell) – 3:23
8. I Think I See the Light – 5:34
9. Whispers from a Spiritual Garden – 2:05
10. The Beloved – 4:52
11. Greenfields, Golden Sands – 3:28
12. There is Peace (UK/limited Edition Bonus Track)

## Kommerzieller Erfolge

### Chartplatzierungen
Am 9. Dezember 2006 stellte Yusuf Islam das Album bei Wetten, dass..? vor. An Other Cup stieg auf Platz 2 der deutschen Albumcharts ein und war insgesamt 29 Wochen in den Charts vertreten.
| ChartsChartplatzierungen       | Höchstplatzierung | Wochen |
| ------------------------------ | ----------------- | ------ |
| Deutschland (GfK)              | 2 (29 Wo.)        | 29     |
| Österreich (Ö3)                | 2 (16 Wo.)        | 16     |
| Schweiz (IFPI)                 | 14 (12 Wo.)       | 12     |
| Vereinigte Staaten (Billboard) | 52 (11 Wo.)       | 11     |
| Vereinigtes Königreich (OCC)   | 20 (8 Wo.)        | 8      |

| ChartsJahrescharts (2006) | Platzierung |
| ------------------------- | ----------- |
| Deutschland (GfK)         | 95          |
| Österreich (Ö3)           | 65          |

| ChartsJahrescharts (2007) | Platzierung |
| ------------------------- | ----------- |
| Deutschland (GfK)         | 34          |
| Österreich (Ö3)           | 52          |

### Auszeichnungen für Musikverkäufe
| Land/Region                  | Auszeichnungen für Musikverkäufe (Land/Region, Auszeichnung, Verkäufe) | Verkäufe |
| ---------------------------- | ---------------------------------------------------------------------- | -------- |
| Deutschland (BVMI)           | 3× Gold                                                                | 300.000  |
| Vereinigtes Königreich (BPI) | Gold                                                                   | 100.000  |
| Insgesamt                    | 2× Gold · 1× Platin ·                                                  | 400.000  |

Hauptartikel: Cat Stevens/Auszeichnungen für Musikverkäufe

## Sonstiges
Drei der Songs stammen aus der früheren Schaffensperiode von Cat Stevens: In Heaven / Where True Love Goes wird ein Teil der Foreigner-Suite aus dem Jahr 1973 verarbeitet; I Think I See the light stammt vom Album Mona Bone Jakon (1970) und der bisher unveröffentlichte Song Greenfields, Golden Sands stammt aus dem Jahr 1968.